# Andrew Parmley
Pour les articles homonymes, voir Parmley.
Andrew Charles Parmley, né en octobre 1956, principal de l'école Harrodian (en) à Barnes, est lord-maire de Londres de 2016 à 2017,,,,,.